# Cao nguyên Minangkabau

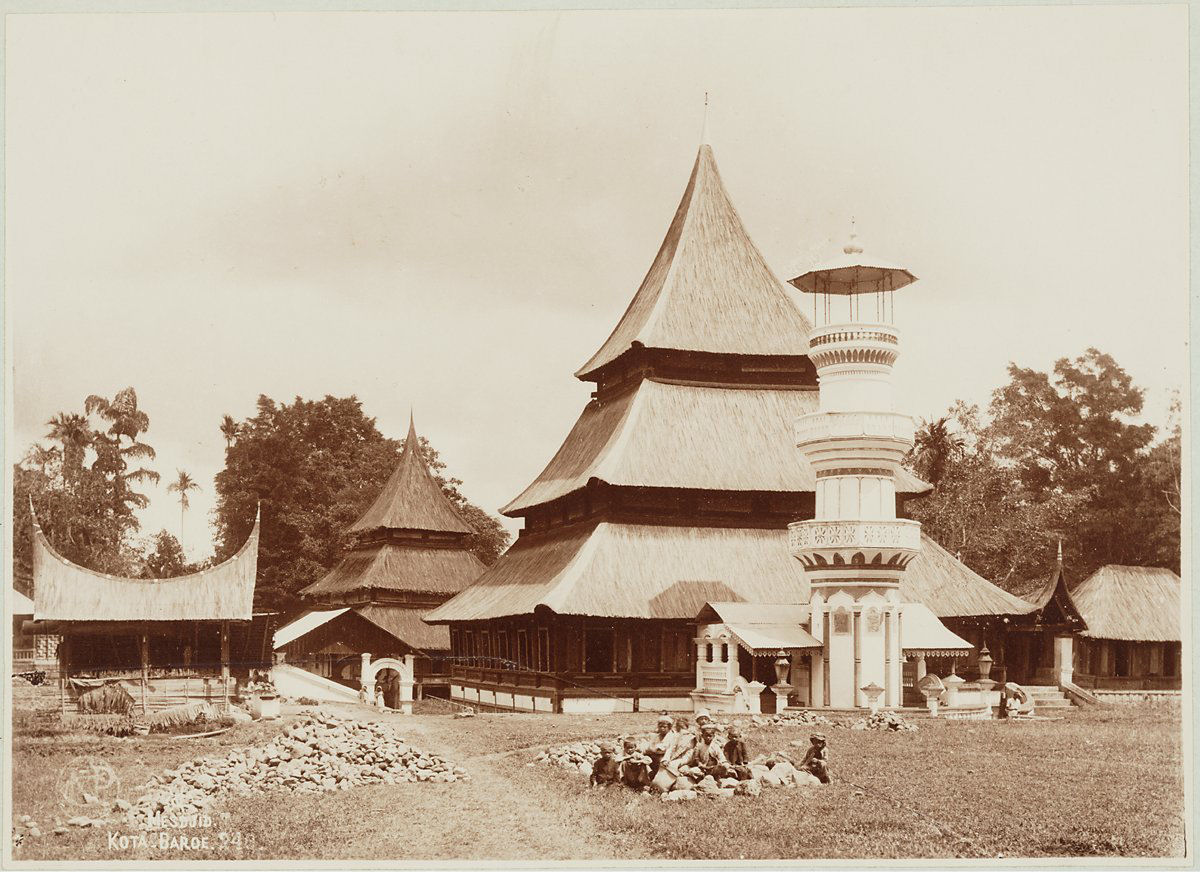
Nhà thờ Hồi giáo Minangkabau vào khoảng năm 1892-1905 được chụp bởi Christiaan Benjamin Nieuwenhuis

Cao nguyên Minangkabau là một khu vực miền núi ở Tây Sumatra, xung quanh ba ngọn núi (núi Marapi, núi Singgalang và núi Sago) ở trung tâm Sumatra, Indonesia. Đây là quê hương của người Minangkabau, người gọi nó là Alam Minangkabau, hay "thế giới của Minangkabau". 
Khu vực này hình thành một vương quốc được biết đến từ ít nhất là từ thế kỷ thứ 7 với tên Melayu.
Có thể là canh tác lúa nước đã phát triển ở vùng cao nguyên từ lâu trước khi nó xuất hiện ở các phần khác của Sumatra, và có trước sự tiếp xúc nước ngoài quan trọng. Chữ khắc trong khu vực đã được tìm thấy từ thời cai trị của Adityavarman (1347–1375). Người Hà Lan bắt đầu khai thác trữ lượng vàng ở vùng cao vào những năm 1680. Họ thống trị thương mại trong khu vực, hạn chế nghiêm ngặt các cửa hàng thương mại giữa vùng cao nguyên và các cảng trên bờ biển từ năm 1820 đến 1899, khiến sản lượng lúa gạo giảm rõ rệt. Vùng cao bao gồm ba thung lũng lớn: Tanah Datar Valley, Agam Valley và Limapuluh Valley.
Ngôi làng Belimbing ở vùng cao nổi tiếng với những ví dụ về kiến trúc Minangkabu còn sót lại.

## Thamm khảo
1. ↑  Ooi, Keat Gin (2004). Southeast Asia: A Historical Encyclopedia, from Angkor Wat to East Timor. ABC-CLIO. tr. 887. ISBN 978-1-57607-770-2. Truy cập ngày 7 tháng 8 năm 2012.
2. ↑  Wink, André (ngày 1 tháng 1 năm 2004). Indo-Islamic Society, 14th- 15th Centuries. BRILL. tr. 47. ISBN 978-90-04-13561-1. Truy cập ngày 7 tháng 8 năm 2012.
3. ↑  Miksic, John (2004). "From megaliths to tombstones: the transition from pre-history to early Islamic period in highland West Sumatra". Indonesia and the Malay World. Quyển 32 số 93. tr. 191. doi:10.1080/1363981042000320134.
4. ↑  Barnard, Timothy P. (2004). Contesting Malayness: Malay Identity Across Boundaries. NUS Press. tr. 66. ISBN 978-9971-69-279-7. Truy cập ngày 7 tháng 8 năm 2012.
5. ↑  Borschberg, Peter (2004). Iberians in the Singapore-Melaka Area and Adjacent Regions (16th to 18th Century). Otto Harrassowitz Verlag. tr. 156. ISBN 978-3-447-05107-1. Truy cập ngày 7 tháng 8 năm 2012.
6. ↑  Schneider, David Murray; Gough, Kathleen (1961). Matrilineal Kinship. University of California Press. tr. 476. ISBN 978-0-520-02529-5. Truy cập ngày 7 tháng 8 năm 2012.
7. ↑  Backshall, Stephen (ngày 1 tháng 6 năm 2003). Rough Guide to Indonesia. Rough Guides. tr. 404–. ISBN 978-1-85828-991-5. Truy cập ngày 8 tháng 8 năm 2012.
8. ↑  Waterson, Roxanna (1990). The Living House: An Anthropology of South-East Asian Architecture. Oxford University Press.